# Bedreddin I İbrahim Bey
Bedreddin I İbrahim Bey o Badr al-Din Ibrahim Beg fou un emir o beg de la dinastia dels Karaman-oğlu. Era fill de Bedreddin Mahmud Bey (1300-1308). Es creu que va governar Laranda. L'any 718 de l'hègira (1318/1319) Ibrahim va anar al Caire on va declarar la lleialtat del seu senyor (suposadament Sulayman Beg, però algunes fonts situen encara viu a Yahşı Han Bey) al sultà mameluc (An-Nàssir Muhàmmad ibn Qalàwun).
Sobre Laranda se sap que fou reconstruïda per Pasha Musa Beg (germà d'Ibrahim) en data desconeguda però posterior a la destrucció datada el 1311/1312 (Oldjeitu ?) i hi hauria residit un temps, però vers el 1318 ja era residència d'Ibrahim. En aquesta època apareixen lligats als mamelucs dos oncles d'Ibrahim: Nadjm al-Din Demir Khan, fil de Karaman Beg, al servei dels mamelucs, que va dirigir una expedició a la Meca (1315) com un dels caps de l'exèrcit mameluc i Ali Bakhadur, nomenat emir de la tablkhana.
El govern de Timurtash Coban a la regió, iniciat entre 1315 i 1319, va restablir el poder mongol a Anatòlia. Va prendre mesures encertades que van restablir la pau i orde i fou molt estimat pels camperols i gent del poble que l'anomenaven mahdi-i akhir zaman; volia sotmetre a tots els caps turcmans i establir la seva autoritat única a Anatòlia. És possible que Ibrahim hagués ocupat altre cop Konya i se sap que Timurtash la va recuperar i va expulsar els karamànides. En aquest any es va revoltar però el seu pare, Amir Coban, tot i que estava malalt de gota, va demanar permís al kan per anar a lluitar contra el seu fill, el va sotmetre i el va portar presoner a la cort, on fou perdonat i se li va retornar el càrrec.
El 1323 Timurtash tornava a ser a Anatòlia i en les lluites que van seguir va capturar al karamànida Pasha Pasha Musa Beg i a l'Hamid Oghlu Bündar Beg, però segurament el primer fou alliberat. El principat dels ashràfides fou assolat (vers 1326) però amb els karamànides va mirar de pactar. Timurtash en conèixer la caiguda de la seva família amb l'execució del seu germà Dimaskh Khwadja a Pèrsia el 24 d'agost de 1327, va fugir a Egipte on fou ben rebut pel sultà mameluc Al-Nasir Muhammad, però després, sota pressió dels Il-Khan, el va fer executar (21 d'agost de 1328). Els seus lloctinents, els generals mongols Eretna i Sungur Agha es van refugiar a Laranda (1327) i Ibrahim va aprofitar aquestes circumstàncies per reconquerir novament Konya, el fort proper de Gevele i Beyshehri (l'antiga capital dels ashràfides dels que va adquirir la major part dels dominis) vers 1328; el govern de Konya l'hauria donat al seu fill Fakhr al-Din Ahmad i el de Beyshehri al seu germà Khalil Beg. És possible que Eretna, nomenat poc després governador mogol d'Anatolia, hagués agraït l'asil que Ibrahim Beg li havia donat, permetent aquestes ocupacions, però no hi ha cap dada segura al respecte.
Vers 1334/1335 Ibrahim Beg governava a Laranda, el seu fill Fakhr al-Din Ahmad Beg era governador de Konya i el seu germà Khalil Beg a Beyshehri, Yakhshi Khan o Sulayman Beg governava a Ermenek, i Pasha Musa a la Meca (per compte dels mamelucs); almenys això és el que pensava Ibn Battuta, que no obstant no va visitar mai cap beg karamànida i parlava pel que li deien sense comprovació personal.
El 1341 Ibrahim encara era viu. El seu ambaixador al Caire va retornar aquell any amb els estendards donats pel califa i el sultà i les matrius per encunyar monedes d'or i plata. La data de la seva mort no és coneguda però estaria prop del 1348. Sembla que a Laranda el va succeir el seu fill Fahreddin Ahmed Bey governador de Konya.